# Persicaria chinensis
Persicaria chinensis är en slideväxtart som först beskrevs av Carl von Linné, och fick sitt nu gällande namn av Takenoshin Nakai. Persicaria chinensis ingår i släktet pilörter, och familjen slideväxter.

## Underarter
Arten delas in i följande underarter:
- P. c. hispida
- P. c. paradoxa
- P. c. procumbens